# Vera Voloshina
Vera Danilovna Voloshina (russo: Вера Даниловна Волошина) (Kemerovo, 30 de setembro de 1919 - 29 de novembro de 1941) era uma partisan russa que, depois de ingressar no Exército Vermelho, participou de atividades subversivas contra os nazistas na Segunda Guerra Mundial. Depois de ser emboscada pelos alemães em novembro de 1941, ela foi brutalmente enforcada perto da vila de Golovkovo, no distrito de Naro-Fominsky, a sudoeste de Moscou. Em 1994, Voloshina foi homenageada postumamente como uma heroína da Federação Russa.

## Biografia
Filha de uma mineira e professora, Vera Voloshina nasceu na cidade siberiana de Kemerovo em 30 de setembro de 1919. Depois de se sair bem no esporte na escola, ela se mudou para Moscou após a décima série. Desde 1936, estudou no Instituto Estatal de Educação Física. Enquanto estava em Moscou, ela participou do Aero Club, onde praticou salto de paraquedas e pilotou um avião de combate Polikarpov I-153. Ela tentou, sem sucesso, ir à Espanha para lutar na Guerra Civil Espanhola.
Segundo vários relatos, o escultor soviético Ivan Shadr convenceu Voloshina a posar como modelo para sua estátua nua de 12 metros da garota com um remo que foi revelada no parque Gorsky em 1935.
Voloshina começou a treinar em um instituto de esportes, mas teve que sair depois de enfrentar sérios problemas de saúde. Em vez disso, ingressou no Instituto de Cooperação, completando seu terceiro ano em 1941, antes do início da Segunda Guerra Mundial. No verão de 1941, ela ajudou a cavar trincheiras e valas anti-tanque em torno de Moscou.
Ao ingressar no Exército Vermelho, ela foi designada para a Unidade 9903 da divisão de inteligência, operando atrás das linhas alemãs. Depois de participar de vários ataques bem-sucedidos, em 21 de novembro de 1941, ela se envolveu em um trabalho de sabotagem na frente, quando foi gravemente ferida perto de Naro-Fominsk e levada pelo inimigo. Em 29 de novembro, ela foi enforcada pelos alemães na fazenda Golovkovo. Os moradores locais mais tarde relataram que ela havia agido de maneira desafiadora antes de sair, cantando A Internacional e gritando "adeus, camaradas" antes de morrer. Seu corpo foi recuperado pelos russos uma semana depois, após os russos se retiraram. Ela foi finalmente enterrada em uma vala comum em Kryukovo.

## Prêmios
Em conexão com o 25º aniversário da Batalha de Moscou, ela recebeu a título póstumo a Ordem da Guerra Patriótica, 1ª classe, que foi apresentada a sua mãe no Kremlin. Em 1994, por decreto do Presidente da Federação Russa, ela foi homenageada com o título de Heroína da Federação Russa.